# ジャントニオBomb
『ジャントニオBomb』（じゃんとにお ぼむ）は、浜岡賢次のギャグ漫画の中の一つ。1994年から1年間『月刊少年チャンピオン』に連載された。全1巻。

## 登場人物
丸の内寛二（まるのうち かんじ）
浦安渚中学校1年生。モデルはアントニオ猪木で、アゴが長い男。エロいことを考えて興奮すると鼻血が出る。家はラーメン屋。
宇土野正平（うどの しょうへい）
寛二のクラスに転校してきた中学生。モデルはジャイアント馬場で、身長2mを超えるノッポ。頭にポマードをつけているが、これはつけないとパンチパーマになるため。両親がラブホテルを経営しているため、金持ちである(ただし、家は経営しているラブホテルの1室)。
さゆり
寛二と正平のクラスメイトで、寛二と正平から好意を持たれている。当初はまともでしっかりした性格だったが、魔がさしてきたのか、次第に自分に好意を持つ寛二と正平、その他自分に好意を持つ男たちをもてあそぶようになった。
リカ
寛二と正平のクラスメイトで、さゆりの親友。鼻がデカく、気持ちが悪いのが特徴だが、本人はそのことに異常なまでのコンプレックスを持っており、そのことを指摘されるとキレる(「犬に鼻がデカいと言われた」という被害妄想に陥ったこともある)。また、くしゃみと屁はかなりの威力がある。
子泣き（こなき）
寛二と正平のクラスメイトで、寛二の親友。老け顔でおとなしいが、口が軽い。家は貧乏で、家族は母と弟がいる。

道山先生（みちやませんせい）
寛二と正平の担任教師。

田上（たうえ）

鶴田（つるた）
寛二と正平のクラスメイト。当初は月に10万円もらう契約で正平と友達になっていたが、正平のわがままに嫌気が差して契約を破棄する。

寛二の両親
ラーメン屋を経営している。父は人のいい性格だが、母は性格も接客態度もかなり悪い。

正平の両親
ラブホテルを経営している。共に息子と違って背が低い。

## 書誌情報
少年チャンピオンコミックスより全1巻。なお、それまでコミックス未収録であった『4年1組起立!』157話が併録された。
- 1997年9月19日刊行 ISBN 4-253-03714-3